# Audrey La Rizza
Audrey La Rizza, née le 21 avril 1981 à Grenoble, est une judokate française, concourant en -52 kg.

## Biographie
Remplaçante de Annabelle Euranie, elle croit obtenir sa chance lorsque celle-ci annonce son choix de passer dans la catégorie supérieure à l'issue du championnat du monde 2005 au Caire. Mais elle subit une grave blessure qui l'oblige à subir une opération des ligaments croisés.
Les championnats du monde par équipes 2006 à Paris-Bercy lui offrent un objectif pour réussir sa rééducation. Elle contribue à la victoire de l'équipe de France par trois victoires par ippons.
Pour les Championnats d'Europe de judo 2007 à Belgrade, sa première compétition individuelle disputée en tant que titulaire, elle obtient la médaille d'argent.
À l'occasion des Jeux olympiques d'été de 2008 organisés à Pékin, les premiers de sa carrière, elle échoue dès le premier tour contre la Belge Ilse Heylen sur un koka encaissé au golden-score.

## Club
Judo club Fontaine dans l'Isère (1er club, entraîneur son grand-père, Salvador La Rizza, et son père)
US Orléans
Entraineur de l'équipe féminine de Champigny judo

## Palmarès
- Championnats du monde de judo
  - Médaille d'or  au championnat du monde par équipes 2006
- Championnats d'Europe
  -  Médaille d'argent aux Championnats d'Europe de judo 2007